# Bancroft (kráter)

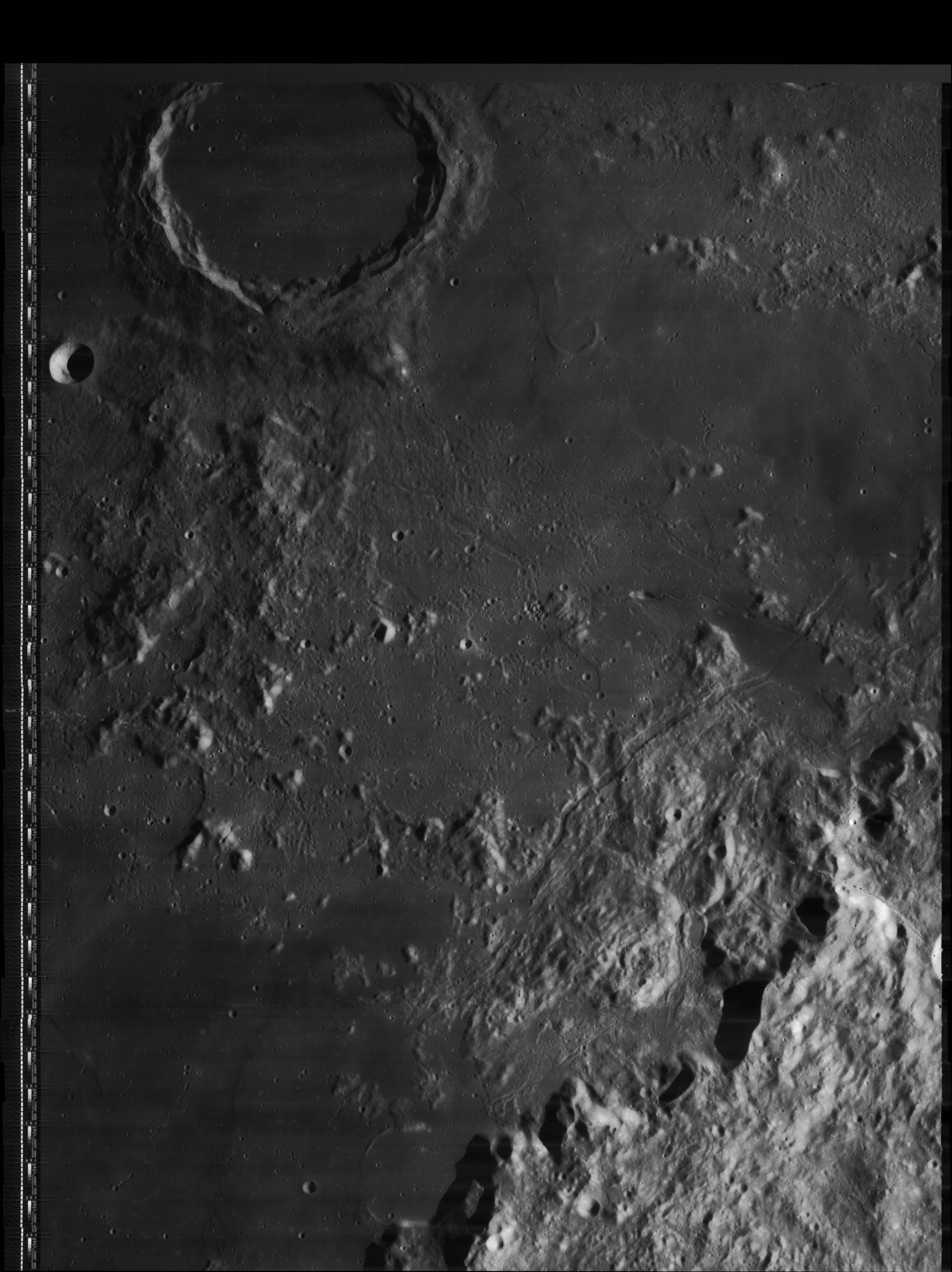
Bancroft je malý kráter vedle rozlehlého kráteru Archimedes v levém horním rohu fotografie.

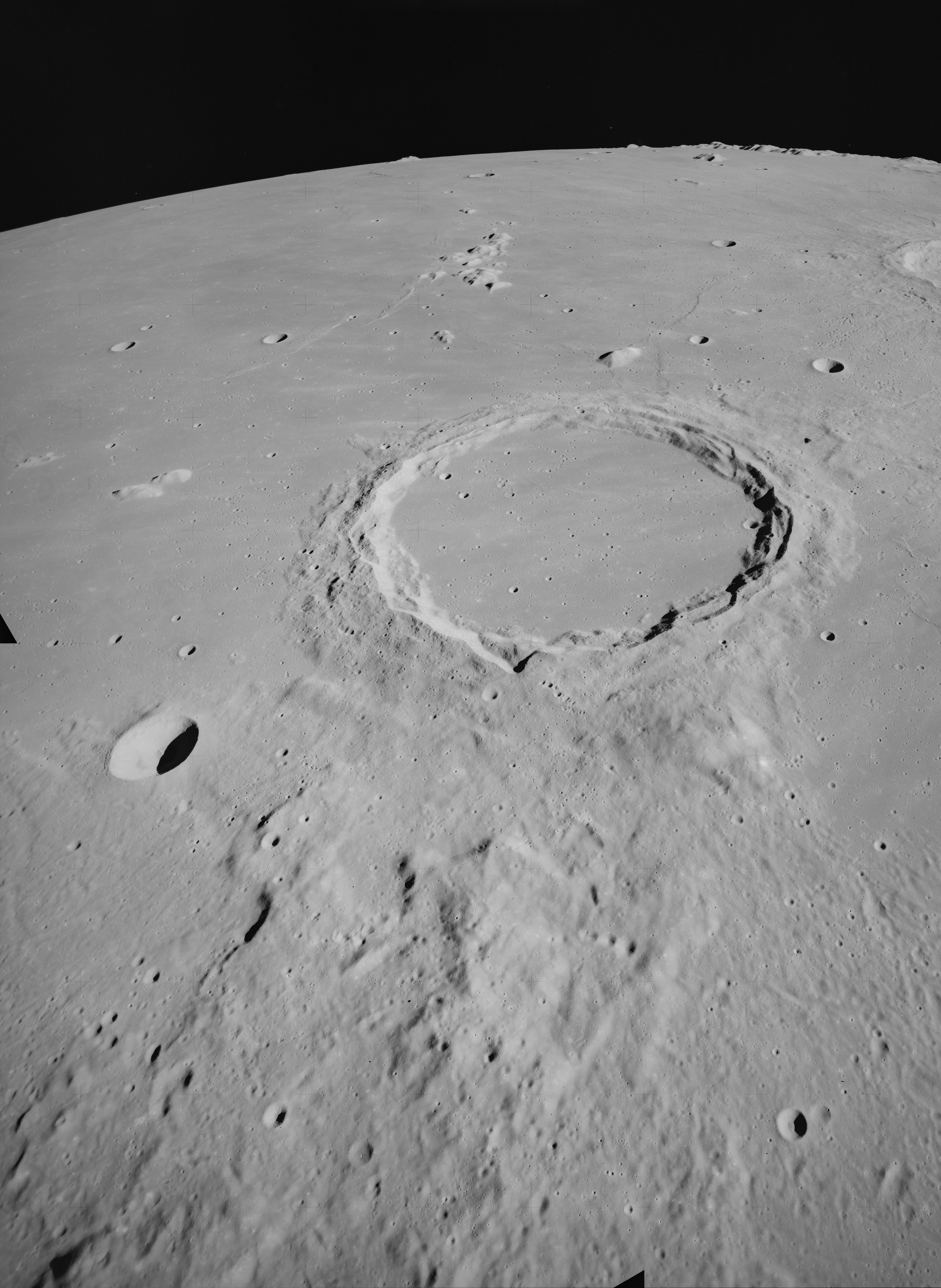
Kráter Bancroft (vlevo dole od kráteru Archimedes).

Bancroft je měsíční impaktní kráter nacházející se v oblasti Mare Imbrium (Moře dešťů) jihozápadně od rozlehlého kráteru Archimedes na severozápadním okraji pohoří Montes Archimedes na přivrácené straně Měsíce. Má průměr 13,1 km a je hluboký 500 m, pojmenován je podle amerického chemika Wildera D. Bancrofta. Než jej v roce 1976 Mezinárodní astronomická unie přejmenovala na současný název, nesl kráter označení Archimedes A.
Západo-jihozápadně od něj leží dvojice kráterů Feuillée a Beer. Jiho-jihozápadně leží kráter MacMillan.